# 财政部杭州造币厂
财政部杭州造币厂，可以追溯到清代雍正八年（1730年）建立的宝浙局，历史上又称浙江银元局、浙江铜元局、杭州官钱局，现址为杭州都锦生丝织厂。

## 历史
《杭州府志》曾记载，浙江于顺治二年曾有过铸币，但此时正值明清易代，清军于顺治二年五月占领浙江省会杭州，直至次年才占领浙东，因此是否铸币尚无结论。《新编顺治通宝钱谱》作者认为虽然没有文献记载，但这一时期浙江极有可能铸造过顺治光背钱。:2根据《浙江通志》记载，清政府曾令浙江于顺治六年（1649年）设局铸造顺治通宝，具体地址在杭州大仓前，即今宝善桥以西体育场路一带:4-5。《杭州府志》记载，清雍正八年（1730年）浙江奉旨在祖山寺旧址（今都锦生丝织厂厂址）建立宝浙局，专门铸造制钱，征用民间十余亩土地。到了清末咸丰三年（1853年），清政府迫于财政军事不得不发行高面额的咸丰大钱，由此导致通货膨胀，各地制钱机构纷纷停产。至光绪十年（1884年），朝廷又讨论重新生产制钱以保证货币流通，光绪丁亥年（1887年）浙江军火机器局在杭州报国寺旧址（今老浙大横路附近）复铸制钱，最初使用机器，因为亏本该用土炉，但最终仍是入不敷出、被迫停产，总计发行了铜币10万缗。
光绪十五年（1889年）张之洞在广东铸造银元，收益颇丰，于是浙江也在光绪二十二年（1896年）12月利用军火机器局原有设备，效仿开设浙江银元局，光绪二十五年（1899年）正月开始铸造银币，但在户部命令下当年6月停工停产，机器调往北京、人员调往南京。光绪二十七年（1901年），清政府命令沿海各省仿照广东、福建设立铜元局，浙江于光绪二十九年（1903年）利用军火局旧址开设铜元局，因为收益颇丰又在祖山寺旧址设立铜元分局，两局在光绪三十二年（1906年）奉旨停办并入福州局之前分别发行折合当十铜元821107384、163253380枚。
浙江铜元局停工十多年，其间报国寺场地为浙江高等学校所占用。1920年浙江督军卢永祥因浙江市面银元匮乏，召集上海商人筹资百万，借用祖山寺旧址建立官督民办的浙裕公司负责银币发行，定名杭州造币厂，送报中央批准。1921年，北洋政府财政部出资收归国有，直属中央政府管理，为中国银行和交通银行代铸；1927年开始为中央银行代铸，当时全国仅有南京、杭州两造币厂，在1932年前以杭州造币总量最多；1932年上海中央造币厂建成后，6月财政部命令杭州造币厂停铸。1933年改为中央造币厂分厂，来厂考察的美国顾问认为厂内设施陈旧简陋，不足以铸造现行银元。1937年抗日战争全面爆发后，日伪政权征用土地，战后复归中央造币厂，改租中纺公司杭江纱厂，1949年后成为都锦生丝织厂厂址。

## 铸造币种

### 机制币
1911年民国建立以前浙江的造币数量一直保密，外界很难获得准确的数字。杭州造币厂最初铸造袁大头银币，1927年开始改铸孙小头，1924年还曾经铸造单毫辅币，在1922年至1932年间铸造银币总量6亿多元、占到全国总数35%。
| 造币厂名称 | 铸币名称                                                | 铸币面额                                | 铸币材质 | 发行时间      | 备注     |
| ---------- | ------------------------------------------------------- | --------------------------------------- | -------- | ------------- | -------- |
| 浙江银元局 | 光绪元宝                                                | 一钱四分四厘 七钱二厘                   | 82%银    | 1896年—1897年 | 浙江省造 |
| 浙江银元局 | 光绪元宝                                                | 七钱二分 三钱六分 一钱四分四厘 三分六厘 | 90%银    | 1897年—1898年 | 试铸     |
| 浙江银元局 | 光绪元宝                                                | 七钱二分                                | 90%银    | 1899年        | 魏碑体   |
| 浙江银元局 | 光绪元宝                                                | 三钱六分                                | 86%银    | 1899年        | 魏碑体   |
| 浙江银元局 | 光绪元宝                                                | 一钱四分四厘 七钱二厘 三分六厘          | 82%银    | 1899年        | 魏碑体   |
| 浙江铜元局 | 光绪元宝                                                | 当五 当十 当二十                        | 铜       | 1903年        | 浙江省造 |
| 浙江铜元局 | 大清铜币                                                | 当二 当五 当十 当二十                   | 铜       | 1906年        | 户部、浙 |
| 杭州造币厂 | 双旗                                                    | 单毫 双毫米                             | 72%银    | 1924年        | 辅币     |
| 杭州造币厂 | 背20                                                    | 双毫                                    | 72%银    | 1924年        | 辅币     |
| 杭州造币厂 | 奥地利版三帆船 意大利版三帆船 美国版三帆船 日本版三帆船 | 一元 半元 二角 一角                     | 不適用   | 1929年        | 试铸     |
| 杭州造币厂 | 袁大头                                                  | 一元                                    | 78%银    | 1920年—1927年 |          |
| 杭州造币厂 | 孙小头                                                  | 一元                                    | 78%银    | 1927年—1932年 |          |